# No More Tears
No More Tears är Ozzy Osbournes sjätte soloalbum. Albumet utgavs år 1991 på etiketten Epic Records och har sålts i drygt sex miljoner exemplar.

## Låtlista
Alla låtar är skrivna och komponerade av Ozzy Osbourne, Zakk Wylde och Randy Castillo, där intet annat anges. 
| Nr  | Titel                                                      | Kompositör                                         | Längd |
| --- | ---------------------------------------------------------- | -------------------------------------------------- | ----- |
| 1.  | Mr. Tinkertrain                                            |                                                    | 5:57  |
| 2.  | I Don't Want to Change the World                           | Osbourne, Wylde, Castillo, Lemmy Kilmister         | 4:06  |
| 3.  | Mama, I'm Coming Home                                      | Osbourne, Wylde, Kilmister                         | 4:11  |
| 4.  | Desire                                                     | Osbourne, Wylde, Castillo, Kilmister               | 5:46  |
| 5.  | No More Tears                                              | Osbourne, Wylde, Castillo, Mike Inez, John Purdell | 7:24  |
| 6.  | S.I.N. (alternativ titel: "Won't Be Coming Home (S.I.N.)") |                                                    | 4:47  |
| 7.  | Hellraiser                                                 | Osbourne, Wylde, Kilmister                         | 4:52  |
| 8.  | Time After Time                                            | Osbourne, Wylde                                    | 4:20  |
| 9.  | Zombie Stomp                                               |                                                    | 6:14  |
| 10. | A.V.H.                                                     |                                                    | 4:13  |
| 11. | Road to Nowhere                                            |                                                    | 5:11  |

## Medverkande
- Ozzy Osbourne – sång
- Bob Daisley – basgitarr
- Zakk Wylde – gitarr
- Randy Castillo – trummor
- John Sinclair – keyboard, piano
- Mike Inez – basgitarr